# 堅頭銀漢魚屬
堅頭銀漢魚屬為輻鰭魚綱銀漢魚目銀漢魚科的其中一屬。

## 分類
- 似鱤堅頭銀漢魚(Atherinason hepsetoides)

## 扩展阅读
- 維基物種上的相關：堅頭銀漢魚屬